# جانيس كرومينش (لاعب كرة قدم)
جانيس كرومينش (باللاتفية: Jānis Krūmiņš)‏ هو لاعب كرة قدم لاتيفي في مركز حراسة المرمى، ولد في 9 يناير 1992 في ريغا في لاتفيا. شارك مع منتخب لاتفيا تحت 17 سنة لكرة القدم ومنتخب لاتفيا تحت 19 سنة لكرة القدم. أما مع النوادي، فقد لعب مع نادي داوغافا.

## وصلات خارجية
- جانيس كرومينش (لاعب كرة قدم) على موقع الاتحاد الأوربي (الإنجليزية)
- جانيس كرومينش (لاعب كرة قدم) على موقع قاعدة بيانات كرة القدم.إي يو (الإنجليزية)
- جانيس كرومينش (لاعب كرة قدم) على موقع Soccerway.com (الإنجليزية)
- جانيس كرومينش (لاعب كرة قدم) على موقع عالم كرة القدم.نت (الإنجليزية)